# Vintilänkaira
Vintilänkaira är en ås i Finland.   Den ligger i landskapet Lappland, i den norra delen av landet, 900 km norr om huvudstaden Helsingfors.